# Suncoast
Suncoast (dt. etwa: „Sonnenküste“) ist ein US-amerikanischer Spielfilm von Laura Chinn aus dem Jahr 2024. Der Jugendfilm handelt von einem jungen Mädchen, das sich mit einem exzentrischen Aktivisten anfreundet. Die Hauptrollen übernahmen Nico Parker, Laura Linney und Woody Harrelson. Die Uraufführung des Dramas erfolgte im Januar 2024 beim 40. Sundance Film Festival. Dort wurde das Werk in den US-amerikanischen Spielfilmwettbewerb eingeladen.

## Handlung
Florida, im Jahr 2005: Die Jugendliche Doris lebt mit ihrer besorgten Mutter und ihrem Bruder in Saint Petersburg. Das Familienleben verläuft unruhig und ihr Bruder befindet sich in einer ernsten Lage. Doris und ihre Mutter müssen sich um ihm kümmern. Das Mädchen träumt davon, in ihrer High School Freunde zu finden. Eines Tages wird Doris’ Bruder in ein Hospiz gegeben. Dort schließt sie eine ungewöhnliche Freundschaft mit einem exzentrischen Aktivisten, der für lebenserhaltende Maßnahmen für eine andere Patientin des Hospizes protestiert.

## Hintergrund
Suncoast ist das Regiedebüt der Schauspielerin und Drehbuchautorin Laura Chinn. Es handelt sich um eine semi-autobiografische Geschichte. Das Skript war 2020 auf der Blacklist der besten unverfilmten Ideen Hollywoods gelistet. Das Filmstudio Searchlight Pictures nahm sich des Projekts an, das von Jeremy Plager, Francesca Silvestri, Kevin Chinoy und Oly Obst produziert wurde.
In den Hauptrollen sind Nico Parker als Jugendliche Doris, Laura Linney als willensstarke Mutter und Woody Harrelson als exzentrischem Pro-Life-Aktivisten zu sehen, der sich mit dem Mädchen anfreundet.

## Veröffentlichung und Rezeption
Suncoast wurde am 21. Januar 2024 im Rahmen des Sundance Film Festivals uraufgeführt, wo der Film eine Einladung in den Hauptwettbewerb erhielt. Im Online-Katalog priesen die Veranstalter das Werk als „einfühlsam erzählte Coming-of-Age-Geschichte“ sowie die Schauspielleistungen von Nico Parker und Laura Linney.

## Auszeichnungen
Suncoast erhielt beim Sundance Film Festival 2024 eine Einladung in den Wettbewerb um den Großen Preis der Jury für den besten amerikanischen Spielfilm.